# Aonchotheca forresteri
Aonchotheca forresteri es un nematodo parásito que infecta a la rata arrocera de los pantanos (Oryzomys palustris) en Florida. Se da principalmente en adultos y habita en el estómago. Es mucho más común durante la estación húmeda, quizá porque su huésped intermediario desconocido es una lombriz de tierra que sólo emerge cuando llueve. El gusano se descubrió en 1970 y se describió oficialmente en 1987. Clasificado inicialmente en el género Capillaria, se reclasificó en Aonchotheca en 1999. A. forresteri es pequeño y de cuerpo estrecho, con una longitud de 13,8 a 19,4 mm en las hembras y de 6,8 a 9,2 mm en los machos. Especies similares como A. putorii difieren en las características del alae y la espícula (órganos en el macho), el tamaño de la hembra y la textura de los huevos.

## Taxonomía
Aonchotheca forresteri fue descubierta durante un estudio de los endoparásitos de las ratas arroceras de los pantanos de Florida (Oryzomys palustris) realizado por John Kinsella entre 1970 y 1972, y es una de las varias especies de parásitos nuevas de este estudio, que se realizó porque no existían estudios exhaustivos previos de los endoparásitos de la especie. Junto con Danny Pence, Kinsella describió el gusano en un artículo de 1987 como Capillaria forresteri; el nombre específico hace honor a Donald J. Forrester, del Colegio de Medicina Veterinaria de la Universidad de Florida. Kinsella y Pence lo describieron como una de las muchas especies de Capillaria, un género extenso y taxonómicamente difícil. En 1982, Moravec había clasificado Capillaria putorii y otras especies afines en un género distinto, Aonchotheca, y en 1999 Pisanu y Bain transfirieron Capillaria forresteri y otras especies de Capillaria a ese género. Así, la especie se conoce ahora como Aonchotheca forresteri.

## Descripción

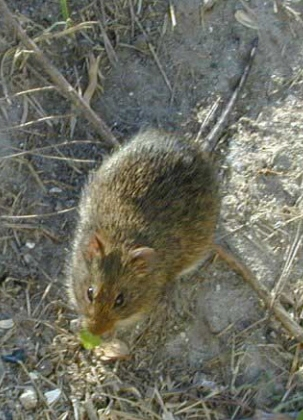
La rata arrocera de los pantanos (aquí en Paynes Prairie, Florida, la localidad tipo de A. forresteri), es el único hospedador conocido de Aonchotheca forresteri.

Aonchotheca forresteri es un gusano pequeño y de cuerpo estrecho. Es más estrecho en la parte delantera y su anchura aumenta hasta aproximadamente tres cuartas partes de su longitud. La cutícula, la capa superficial, es lisa. Las hembras miden de 13,8 a 19,4 mm de largo, con una media de 16,9 mm, lo que las hace bastante más largas que las hembras de A. putorii, y de 55 a 70 (media de 62) μm de ancho. Los huevos son lisos, carecen del patrón elaborado en la superficie que se observa en A. putorii, y miden de 53 a 58 (54) μm de largo y de 21 a 24 (21) μm de ancho. El esófago, la parte más anterior del aparato digestivo, mide de 2,9 a 3,9 (3,6) mm de longitud y está revestido por 36 a 45 (40) células conocidas como esticocitos. La vulva se encuentra de 66 a 105 (83) μm detrás del extremo del esófago y el ano está cerca del extremo del gusano, que es redondeado.
Con una longitud de 6,8 a 9,2 (7,7) mm, los machos sólo miden la mitad que las hembras. Su anchura máxima es de 34 a 42 (37) μm. La longitud del esófago es de 2,3 a 3,0 (2,6) mm, de los cuales la faringe muscular constituye de 260 a 315 (273) μm, y está revestida por 35 a 42 (37) esticocitos. La región posterior del gusano mide de 4,5 a 6,2 (5,1) mm de longitud. La abertura posterior, o rectal, del tubo digestivo está situada cerca del extremo del gusano, y la longitud de la cloaca es de 530 a 576 (550) μm. Cerca del extremo posterior, hay dos alae (crestas) a los lados (lateralmente), que tienen una longitud de 40 a 55 (46) μm; estas se encuentran a 10 o 15 μm de otra, pequeña ala en la punta. En A. putorii, las alas laterales son mucho más largas y alcanzan el ala de la punta. La espícula, una estructura en forma de púa que funciona en la reproducción, está curvada en la punta y endurecida y tiene una longitud de 380 a 426 (406) μm. Es más pequeña que la de la similar A. tamiasstriati de las ardillas listadas norteamericanas y más grande que la de A. murissylvatici de varios pequeños roedores norteamericanos y europeos, pero casi tan larga como la de A. putorii, que sin embargo carece de la punta curvada.

## Distribución y ecología
Las ratas arroceras de Paynes Prairie (condado de Alachua), Cedar Key (condado de Levy) y Lake Istokpoga (condado de Highlands), todas ellas en Florida, son parasitadas por A. forresteri. En Paynes Prairie, la localidad tipo, 82 de los 178 animales examinados estaban infectados con 1 a 50 (media de 10) gusanos, pero en Cedar Key sólo una rata contenía un gusano. Los gusanos se encontraban en la parte anterior, o fundus, del estómago, con sus extremos anteriores en el tejido fundal y sus extremos posteriores proyectándose hacia el interior.
En Paynes Prairie, no hubo diferencias significativas en la tasa de infección entre machos y hembras, pero sólo el 4% de los juveniles estaban infectados, en comparación con el 52% de los adultos. La mayoría de las especies de Capillaria se dan en múltiples hospedadores, pero A. forresteri sólo se ha encontrado en la rata arrocera de los pantanos, a pesar de que otros pequeños mamíferos (la rata almizclera de cola redonda, Neofiber alleni; el ratón algodonero, Peromyscus gossypinus; la rata algodonera hispida, Sigmodon hispidus; y el conejo de los pantanos, Sylvilagus palustris) viven en Paynes Prairie. La rata del arroz consume más alimentos de origen animal que cualquiera de ellas, y quizá A. forresteri tenga un hospedador intermediario que no consumen las otras especies. A. forresteri es notablemente más frecuente en la estación húmeda (primavera) que en la seca (otoño), quizá porque los patrones de precipitaciones influyen de algún modo en los hábitos de la rata del arroz. Una posibilidad es que el hospedador intermediario sea una lombriz de tierra u otro gusano oligoqueto que se desplace a la superficie cuando llueve.